# ZFPL1
ZFPL1 (англ. Zinc finger protein like 1) – білок, який кодується однойменним геном, розташованим у людей на 11-й хромосомі. Довжина поліпептидного ланцюга білка становить 310 амінокислот, а молекулярна маса — 34 114.
| 10         |  | 20         |  | 30         |  | 40         |  | 50         |
| ---------- |  | ---------- |  | ---------- |  | ---------- |  | ---------- |
| MGLCKCPKRK |  | VTNLFCFEHR |  | VNVCEHCLVA |  | NHAKCIVQSY |  | LQWLQDSDYN |
| PNCRLCNIPL |  | ASRETTRLVC |  | YDLFHWACLN |  | ERAAQLPRNT |  | APAGYQCPSC |
| NGPIFPPTNL |  | AGPVASALRE |  | KLATVNWARA |  | GLGLPLIDEV |  | VSPEPEPLNT |
| SDFSDWSSFN |  | ASSTPGPEEV |  | DSASAAPAFY |  | SQAPRPPASP |  | GRPEQHTVIH |
| MGNPEPLTHA |  | PRKVYDTRDD |  | DRTPGLHGDC |  | DDDKYRRRPA |  | LGWLARLLRS |
| RAGSRKRPLT |  | LLQRAGLLLL |  | LGLLGFLALL |  | ALMSRLGRAA |  | ADSDPNLDPL |
| MNPHIRVGPS |  |            |  |            |  |            |  |            |

A: Аланін

C: Цистеїн

D: Аспарагінова кислота

E: Глутамінова кислота

F: Фенілаланін

G: Гліцин

H: Гістидин

I: Ізолейцин

K: Лізин

L: Лейцин

M: Метіонін

N: Аспарагін

P: Пролін

Q: Глутамін

R: Аргінін

S: Серин

T: Треонін

V: Валін

W: Триптофан

Кодований геном білок за функцією належить до фосфопротеїнів. 
Задіяний у таких біологічних процесах, як транспорт, транспорт між ендоплазматичним ретикулумом і апаратом Гольджі. 
Білок має сайт для зв'язування з іонами металів, іоном цинку. 
Локалізований у мембрані, апараті гольджі.